# Cylindromyia carolinae
Cylindromyia carolinae là một loài ruồi trong họ Tachinidae.